# Aldehuela de Periáñez
Aldehuela de Periáñez è un comune spagnolo di 40 abitanti situato nella comunità autonoma di Castiglia e León.